# Zbigniew Ścibor-Rylski
Zbigniew Dionizy Ścibor-Rylski, ps. „Motyl”, „Stanisław” (ur. 10 marca 1917 w Browkach, zm. 3 sierpnia 2018 w Warszawie) – polski lotnik i wojskowy, generał brygady Sił Zbrojnych RP.
Weteran kampanii wrześniowej, oficer Armii Krajowej, dowódca kompanii „Motyl” w Batalionie „Czata 49” Zgrupowania „Radosław” w powstaniu warszawskim. W latach 2004–2014 sekretarz Kapituły Orderu Wojennego Virtuti Militari, członek założyciel i w latach 1989–1994 oraz 1997–2018 prezes Zarządu Głównego Związku Powstańców Warszawskich.

## Dzieciństwo i młodość
Urodził się w Browkach, 60 kilometrów na południowy zachód od Kijowa, w majątku swoich rodziców – Marii z domu Raciborowskiej (1887–1963) i Oskara Ścibora-Rylskiego (1877–1931). Była to polska rodzina szlachecka, pieczętująca się herbem Ostoja, mieszkająca na obszarze obecnej Ukrainy od XVI wieku. Miał trzy siostry: Kalinę, Ewę i Danutę. Zbigniew był najmłodszy z czwórki rodzeństwa.
Po wybuchu rewolucji październikowej Ściborowie-Rylscy nadal mieszkali w Browkach, z racji dobrych stosunków z miejscową ludnością ukraińską. Pod koniec 1918 opuścili majątek i przenieśli się, najpierw do Białej Cerkwi, później zaś do Kijowa. Wobec nasilającej się wojny polsko-bolszewickiej poszukiwali sposobu opuszczenia miasta. Okazja nadarzyła się po wkroczeniu do Kijowa wojsk polskich. Pomocny wówczas okazał się znajomy lekarz rodziny, dowódca pociągu sanitarnego. Szybko otrzymali pozwolenie na wyjazd. Zostali załadowani do pociągu z rannymi i po długiej podróży dotarli do kraju.
Zamieszkali na Lubelszczyźnie, początkowo w Studziankach, następnie w miejscowości Wywłoczka, niedaleko Zwierzyńca, gdzie ojciec Zbigniewa otrzymał posadę u hr. Maurycego Klemensa Zamoyskiego w Ordynacji Zamojskiej. Oskar Ścibor-Rylski został dyrektorem i zarządcą tzw. klucza zwierzynieckiego, jednego z największych majątków ziemskich w II Rzeczypospolitej.
Początkowo uczył się w domu rodzinnym pod okiem nauczycieli zatrudnianych przez rodziców. Później uczęszczał do Realnego Gimnazjum Męskiego im. Jana Zamoyskiego w Zamościu, oraz Gimnazjum im. Sułkowskich w Rydzynie. W 1935 jego matka przeniosła się do Kalisza, gdzie w Państwowym Gimnazjum im. Tadeusza Kościuszki ukończył VII i VIII klasę i w maju 1937 złożył egzamin dojrzałości. Karierę wojskową rozpoczął odbywając 3-miesięczny kurs piechoty w 57 pp w Poznaniu, gdzie złożył przysięgę wojskową. Jeszcze przed podjęciem nauki w podchorążówce odbył 6-tygodniowy kurs szybowcowy w ramach przysposobienia lotniczego w Wojskowym Ośrodku Szybowcowym w Ustianowej k. Ustrzyk Dolnych w Bieszczadach. Następnie podjął naukę w Szkole Podchorążych Lotnictwa – Grupa Techniczna w Warszawie. Początkowo szkolił się na „Wronach” i „Salamandrach” w Ustianowej, a następnie od 1939, w tunelu aerodynamicznym na Politechnice Warszawskiej oraz w obsłudze samolotów PZL.37 Łoś, PZL.23 Karaś i myśliwcach PZL P-7 podczas kursu płatowcowego. W 1939 ukończył podchorążówkę w stopniu sierżanta podchorążego ze specjalnością mechanika silników i przyrządów lotniczych. Edukację miał kontynuować w 1 Pułku Lotniczym na stołecznym Okęciu.

## II wojna światowa

### Wojna obronna 1939
W pierwszych dniach września 1939 przebywał w Szkole Podchorążych Lotnictwa – Grupa Techniczna. Placówka ta zaczęła się przestawiać wówczas na funkcjonowanie w stanie wojny. 4 września podchorążowie otrzymali przydziały do pułków z równoczesnym oświadczeniem, że mają zostać awansowani do stopnia podporucznika. 5 września całą obsługę techniczną samolotów przetransportowano pod dowództwem mjr. Władysława Prohazki pociągiem z Warszawy do Mińska Mazowieckiego. Lotnicy z grupy technicznej 1 Pułku Lotniczego po ciężkich walkach starali się przedostać na wschód. W chaosie działań wojennych żołnierze z rozbitych polskich oddziałów przedzierali się do zgrupowań, które jeszcze walczyły z Niemcami. Wielu z nich, w tym Ścibor-Rylski, dołączyło do Samodzielnej Grupy Operacyjnej „Polesie” pod dowództwem gen. Franciszka Kleeberga.
Ścibor-Rylski wziął udział w starciach z Niemcami pod Łęczną, następnie został łącznikiem między mjr. Święcickim a gen. Zygmuntem Podhorskim, bezpośrednim jego zwierzchnikiem był jednak płk Kazimierz Plisowski. 6 października osobiście uczestniczył w podpisywaniu aktu kapitulacji Grupy. Podjął wówczas próbę przedarcia się do Rumunii, ale we wsi Krzywda dostał się do niewoli niemieckiej. Został przewieziony do Kielc. W koszarach przebywał wraz z innymi jeńcami przez pięć dni. Nie przyznał się, że jest oficerem. Następnie został przeniesiony do obozu jenieckiego w Stargardzie. Pracował razem z pozostałymi osadzonymi w dużym gospodarstwie zajmującym się uprawą buraków cukrowych w Strosdorf. Przebywał tam do czerwca 1940, kiedy to wraz z innymi jeńcami został wywieziony do Pyritz do pracy w miejscowej cegielni. 1 lipca wraz z grupką osadzonych udało mu się uciec z niewoli. Znalazł się następnie w Puszczy Noteckiej, po czym dotarł do okolic przedwojennej granicy polsko-niemieckiej. Wkrótce dotarł do Generalnego Gubernatorstwa, a po upływie kilku miesięcy, na przełomie sierpnia i września, do Warszawy.

### Działalność konspiracyjna
We wrześniu 1940 poszukiwał kontaktu ze znajomymi. Udał się na Aleje Ujazdowskie, gdzie spotkał mjr. Prohazkę. Dzięki pomocy swojego dawnego dowódcy otrzymał dokumenty na nazwisko „Zbigniew Kamiński”, a także nawiązał pierwsze kontakty z działaczami Związku Walki Zbrojnej. Został wkrótce zaprzysiężony, przyjmując pseudonim „Stanisław”. W okupowanej Warszawie oficjalnie pracował dla Przemysłowo-Handlowych Zakładów Chemicznych Ludwik Spiess i Syn.
Z racji swojej wiedzy i umiejętności zdobytych w szkole lotniczej szybko dostał się do grupy lotników, którzy typowali punkty przyszłych zrzutów dla Cichociemnych.
15 czerwca 1943 wydelegowany został w celu przygotowania zrzutów oraz odpowiednich miejsc dla przyszłych zrzutowisk na Wołyń, do Kowla. Otrzymał nowe dokumenty, tym razem występował jako „Zbigniew Jankowski”. Komenda Główna AK nadała mu także nowy pseudonim, „Motyl”. Na miejscu został kierownikiem obsługi zrzutów, był także oficerem w Sztabie Okręgu Wołyń AK płk. Kazimierza Bąbińskiego.
5 lutego 1944 został dowódcą kompanii w batalionie „Sokół” pod dowództwem por. Michała Fijałki, stacjonującego w okolicach Kowla. Wchodził on w skład 50 pp w ramach 27 Wołyńskiej Dywizji Piechoty AK. Przeszedł cały szlak bojowy zgrupowania, biorąc udział w ciężkich walkach z siłami Ukraińskiej Powstańczej Armii oraz wojskami niemieckimi. 15 lipca został wezwany do Komendy Głównej AK w Warszawie. 20 lipca opuścił Wołyń. W Lublinie na punkcie kontaktowym otrzymał nowe dokumenty. Jego obecnym zadaniem miał być odbiór zrzutów w Warszawie oraz udział w przygotowaniach do planowanego powstania w stolicy.

### Powstanie warszawskie

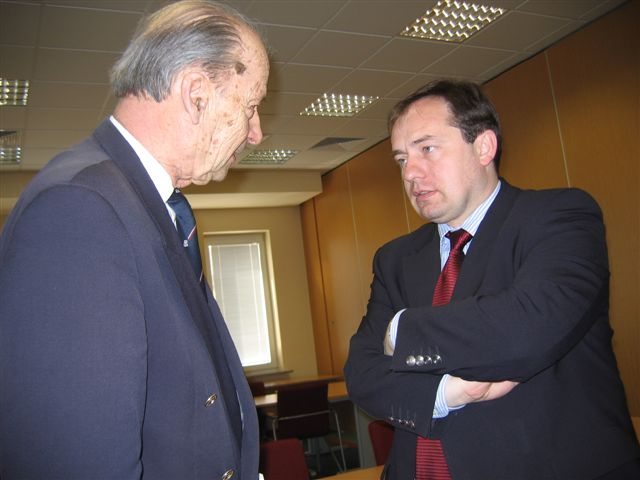
Zbigniew Ścibor-Rylski i Andrzej Przewoźnik, sekretarz generalny Rady Ochrony Pamięci Walk i Męczeństwa w 2006

Podczas powstania warszawskiego Zbigniew Ścibor-Rylski był dowódcą kompanii „Motyl” w Batalionie „Czata 49” Zgrupowania „Radosław” pod dowództwem ppłk. Jana Mazurkiewicza, ps. „Radosław”.
Jako dowódca kompanii przeszedł cały szlak walk batalionu, najpierw z Woli na Stare Miasto, stąd kanałami do Śródmieścia, dalej na Górny Czerniaków, kanałami na Mokotów i następnymi znów do Śródmieścia. W nocy z 30 na 31 sierpnia dowodził nieudanym desantem kanałowym na plac Bankowy, którego celem było przebicie drogi dla oddziałów powstańczych ze Starówki, tak aby mogły przejść do śródmieścia i przenieść ze sobą rannych. Za walki na Woli odznaczony został Krzyżem Walecznych.
Po upadku powstania płk Jan Mazurkiewicz wybrał z najbliższych współpracowników grupę żołnierzy, która miała kontynuować działalność konspiracyjną. Ścibor-Rylski oraz mjr „Witold” (Tadeusz Runge) zgłosili się jako cywile do obozu przejściowego w Pruszkowie (Dulag 121). Następnie skierowano ich do szpitala w Grodzisku Mazowieckim. Przedostali się do Milanówka, gdzie nadal działali w konspiracji. 17 stycznia 1945, po wyzwoleniu Warszawy, przenieśli się do Łowicza. Ich głównym zadaniem była obserwacja sytuacji na terenie kraju. Jednocześnie cały czas utrzymywali kontakt z „Radosławem”, który kierował siecią wywiadowczą w okolicach Częstochowy i Krakowa.

## Okres powojenny

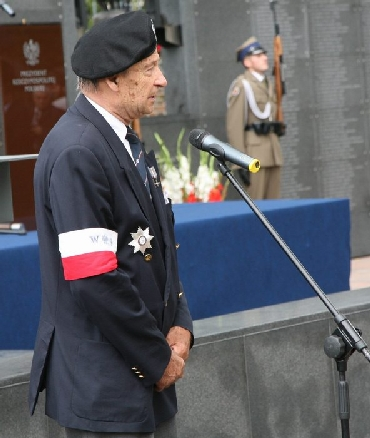
Zbigniew Ścibor-Rylski podczas obchodów 63. rocznicy wybuchu powstania warszawskiego w 2007

7 maja 1945 zameldował się płk. Mazurkiewiczowi i postanowił zakończyć działalność konspiracyjną, po czym pod zmienionym nazwiskiem wyjechał do Poznania, gdzie rozpoczął nowe życie. Znając aktualne wydarzenia w kraju, wiedząc także o represjach, jakie spotykały dawnych działaczy Polskiego Państwa Podziemnego oraz żołnierzy Armii Krajowej, nie ujawnił przez wiele lat swojej prawdziwej tożsamości, a także faktu uczestnictwa w konspiracji i powstaniu warszawskim. Dzięki temu nie był represjonowany przez władze stalinowskie. Nie podjął także przez długi czas żadnej działalności społecznej ani politycznej.
Po wojnie początkowo trudnił się chałupnictwem. W 1946 znalazł pracę w Biurze Samochodów Remontowanych „Motozbyt”. Od 1949 kierował biurem sprzedaży w swoim przedsiębiorstwie. Ponieważ nie był członkiem PZPR, szybko stracił kierownicze stanowisko. Potem krótko pracował jako kierowca w Poznańskim Przedsiębiorstwie Transportowym. W 1956 został inspektorem technicznym w Zjednoczonych Zakładach Gospodarczych INCO. W latach 60. zamieszkał wraz z rodziną w warszawskiej Radości. Na emeryturę przeszedł w 1977.

## Działalność społeczna i kombatancka
W okresie PRL utrzymywał bliskie stosunki ze Stowarzyszeniem „Pax”. Należał do Związku Bojowników o Wolność i Demokrację. W sierpniu 1984 został członkiem Obywatelskiego Komitetu Obchodów 40. rocznicy Powstania Warszawskiego. W 1989 był jednym z członków założycieli Związku Powstańców Warszawskich. Został wówczas wybrany prezesem stowarzyszenia i funkcję tę pełnił do swojej śmierci w 2018, z krótką przerwą, kiedy w latach 1994–1997 zastąpił go płk Kazimierz Leski.
Już w latach 80. należał do grupy inicjatywnej utworzenia Muzeum Powstania Warszawskiego. Później wszedł w skład Rady Honorowej Budowy Muzeum. Był także członkiem Związku Kleeberczyków Samodzielnej Grupy Operacyjnej „Polesie” oraz w Związku 27 Wołyńskiej Dywizji Armii Krajowej. Podpisał protest przeciwko budowie w Warszawie pomnika ofiar rzezi wołyńskiej, w formie zaproponowanej przez prof. Mariana Koniecznego.
W latach 2004–2014 był członkiem Kapituły Orderu Wojennego Virtuti Militari, gdzie pełnił funkcję sekretarza. Dwukrotnie wchodził w skład honorowego komitetu poparcia Bronisława Komorowskiego – przed przyspieszonymi wyborami prezydenckimi w 2010 oraz przed wyborami prezydenckimi w 2015.

## Współpraca ze służbami komunistycznymi
W 2012 ujawniono, że według akt Instytutu Pamięci Narodowej gen. Zbigniew Ścibor-Rylski współpracował po wojnie ze służbami komunistycznymi. Prokurator pionu lustracyjnego IPN Piotr Dąbrowski wniósł o lustrację generała jako członka Kapituły Orderu Wojennego Virtuti Militari. Zarzucono mu, że w oświadczeniu lustracyjnym z 2007 zataił swoje związki ze służbami PRL. W 2016 rozpoczęto proces lustracyjny, przerwany jednak został już w listopadzie 2016 z uwagi na zły stan zdrowia oskarżonego. Oddziałowe Biuro Lustracyjne IPN w Warszawie starało się wznowić zawieszoną sprawę we wrześniu 2017 oraz w marcu 2018 po doniesieniach medialnych, że 101-letni generał dobrze się czuje.

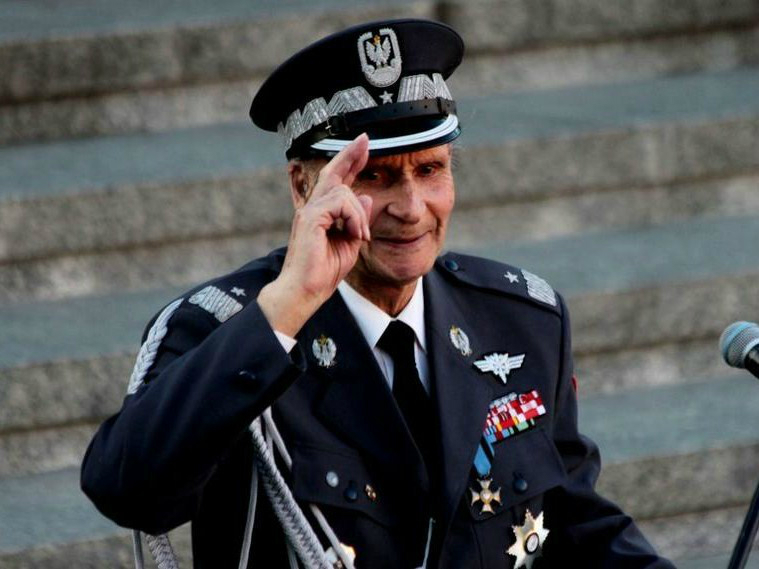
Zbigniew Ścibor-Rylski w 2015

W 2017 dziennik „Gazeta Wyborcza” podał, że według źródeł IPN-u Ścibor-Rylski był w latach 1947–1964 tajnym współpracownikiem poznańskiego Urzędu Bezpieczeństwa Publicznego o pseudonimie „Zdzisławski”, a potem, po przeprowadzeniu się z rodziną do Warszawy (1963), miał podjąć współpracę z wywiadem, którą kontynuował aż do 1981. Ich zdaniem zachowała się jego teczka personalna i teczka pracy, 34 ręcznie pisane przez niego meldunki oraz kilkadziesiąt raportów ze spotkań z oficerem prowadzącym. Według zachowanych dokumentów Ścibor-Rylski został w 1947 zarejestrowany przez Wydział I Wojewódzkiego Urzędu Bezpieczeństwa Publicznego w Poznaniu. Przynajmniej od 1956 współpracować miał z I i II Departamentem MSW, gdzie zajmował się ponoć inwigilacją swojej żony. Oprócz tego miał rozpracowywać środowiska polonijne w USA i Międzynarodowe Targi Poznańskie. Sam gen. Ścibor-Rylski nie zaprzeczył swoim związkom ze służbami. Powiedział: „Byłem wtyką w bezpiece. Uratowałem wielu kolegów z AK przed aresztowaniem. (...) Moje zadanie polegało m.in. na zbieraniu informacji, na kogo mają haki oraz na kim im zależy. (...)”.
W 2016, podczas obchodów 72. rocznicy wybuchu powstania warszawskiego, głos w sprawie powojennych związków gen. Ścibora-Rylskiego ze służbami zabrał wiceprezes Związku Powstańców Warszawskich, Zbigniew Galperyn. Powiedział: „Podtrzymywanie kontaktów generała, jako oficera wywiadu AK z Urzędem Bezpieczeństwa odbywało się na rozkaz i za wiedzą jego przełożonych z konspiracji. Nie była to współpraca z UB. Było to realizowanie rozkazu, a celem było pozyskiwanie informacji ważnych dla byłych żołnierzy AK. Niestety, nie żyje już nikt, kto mógłby poświadczyć, że generał otrzymał takie polecenie. (...) Mamy świadomość, że teraz jest to tylko słowo przeciw słowu oficera. Generał wykazał się w tamtych trudnych czasach odwagą i poprzez swoje działania uratował wiele osób.”
Dr Władysław Bułhak z IPN określił działalność, również powojenną, generała Ścibora-Rylskiego następująco: „Pan Generał Zbigniew Ścibor-Rylski był prawdziwym bohaterem wojennym, jednym z najdzielniejszych żołnierzy AK. Jego powojenny życiorys, podobnie jak życiorysy tysięcy podobnych mu ludzi, nie wpisuje się jednak w upowszechniony dzisiaj, uproszczony i czarno-biały schemat, zgodnie z którym jedyną dopuszczalną opcją było kontynuowanie walki z bronią w ręku w szeregach podziemia niepodległościowego.”

## Śmierć i pochówek
Zmarł 3 sierpnia 2018 w Warszawie.

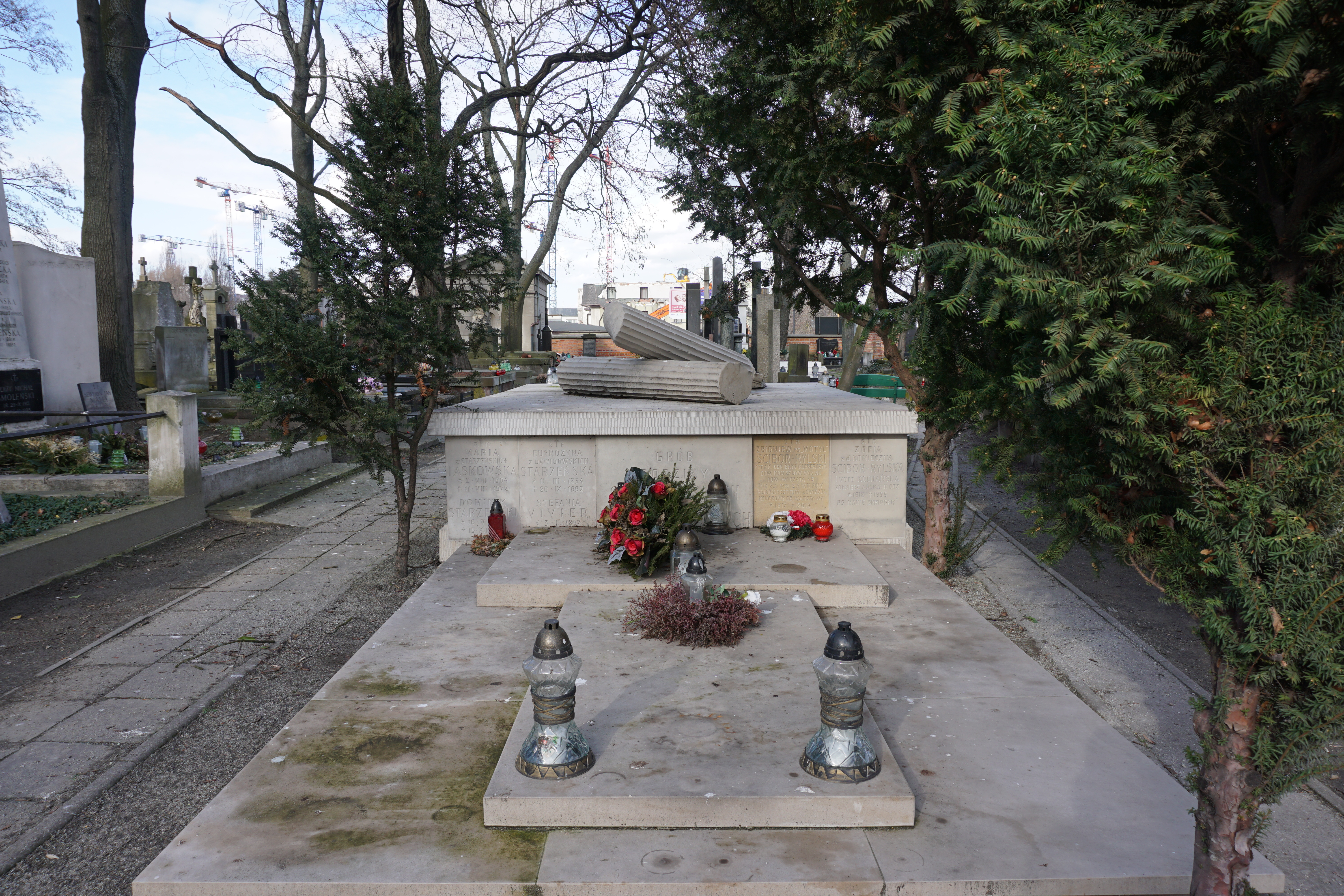
Grób Zbigniewa Ścibor-Rylskiego na cmentarzu Powązkowskim

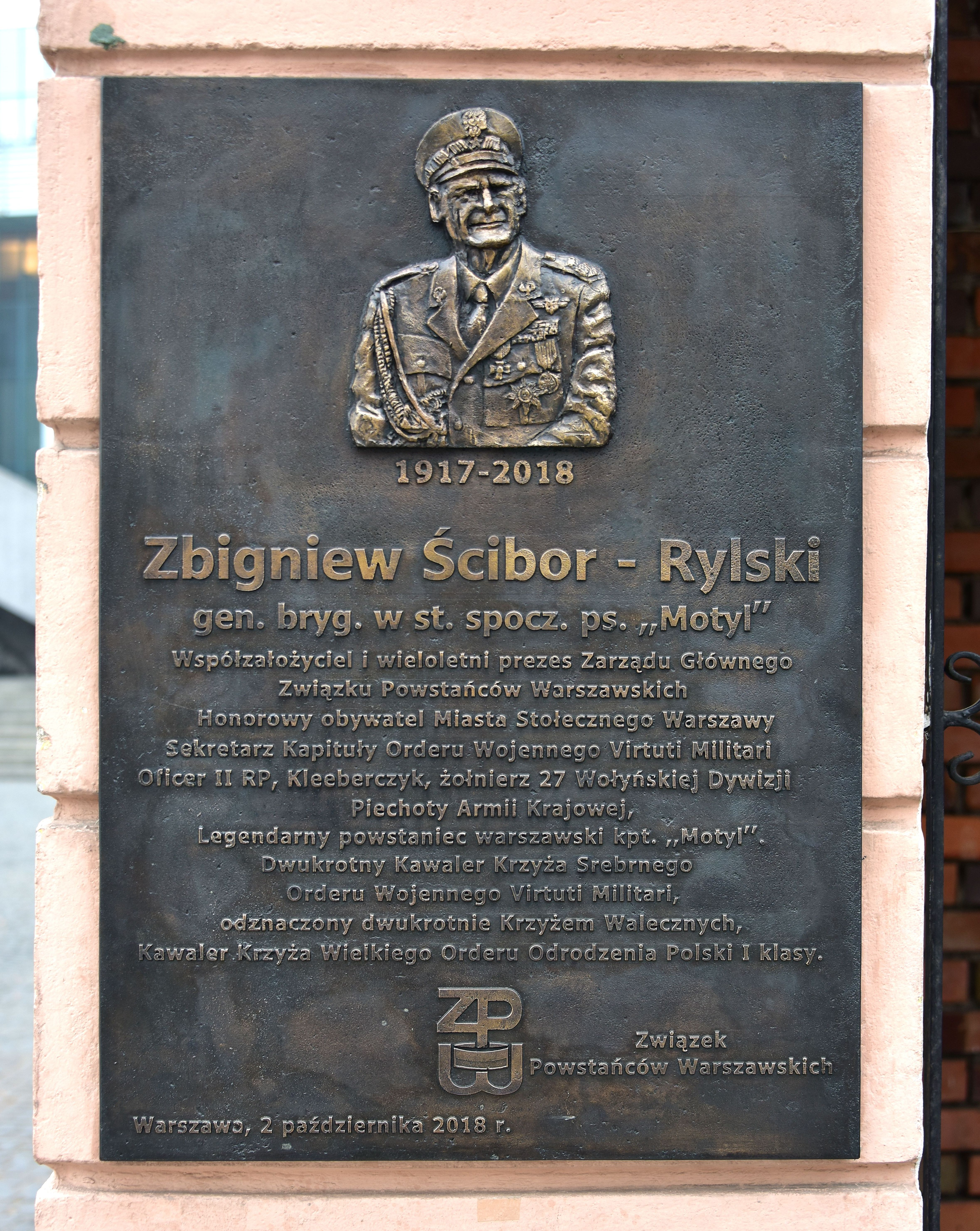
Tablica pamiątkowa przy ul. Długiej 22 w Warszawie

Msza święta pogrzebowa została odprawiona 10 sierpnia 2018 w kościele św. Karola Boromeusza. Ceremonii przewodniczył biskup polowy Wojska Polskiego gen. bryg. Józef Guzdek. Urna z prochami została złożona do grobu rodzinnego Ścibor-Rylskich i Starzeńskich na cmentarzu Powązkowskim w Warszawie.
W ceremonii pogrzebowej udział wzięli m.in. wicemarszałek Sejmu Małgorzata Kidawa-Błońska oraz wicemarszałek Senatu Bogdan Borusewicz. Obecni byli też b. prezydent RP Bronisław Komorowski, prezydent m.st. Warszawy Hanna Gronkiewicz-Waltz, przewodnicząca Rady m. st. Warszawy Ewa Malinowska-Grupińska, dyrektor Muzeum Powstania Warszawskiego Jan Ołdakowski, szef Urzędu do Spraw Kombatantów i Osób Represjonowanych Jan Józef Kasprzyk oraz gen. dyw. Wiesław Grudziński, były dowódca Garnizonu Warszawa. Zmarłego pożegnali także byli powstańcy, a także prezes Światowego Związku Żołnierzy Armii Krajowej prof. Leszek Żukowski. Na uroczystości zabrakło przedstawicieli najwyższych władz państwowych (prezydenta, premiera, szefa MON). Jedyną osobą reprezentującą rząd był Marek Suski.

## Życie prywatne
W 1948 poślubił poznaną dwa lata wcześniej w Gdańsku Zofię Rapp-Kochańską, byłą kurierkę wywiadu AK. Wspólnie wychowywali syna Zofii, Macieja (ur. 1944, zm. 2009).

## Awanse
- podporucznik – 13 września 1939 ze starszeństwem z 1 września 1939 w korpusie oficerów lotnictwa, grupa techniczna

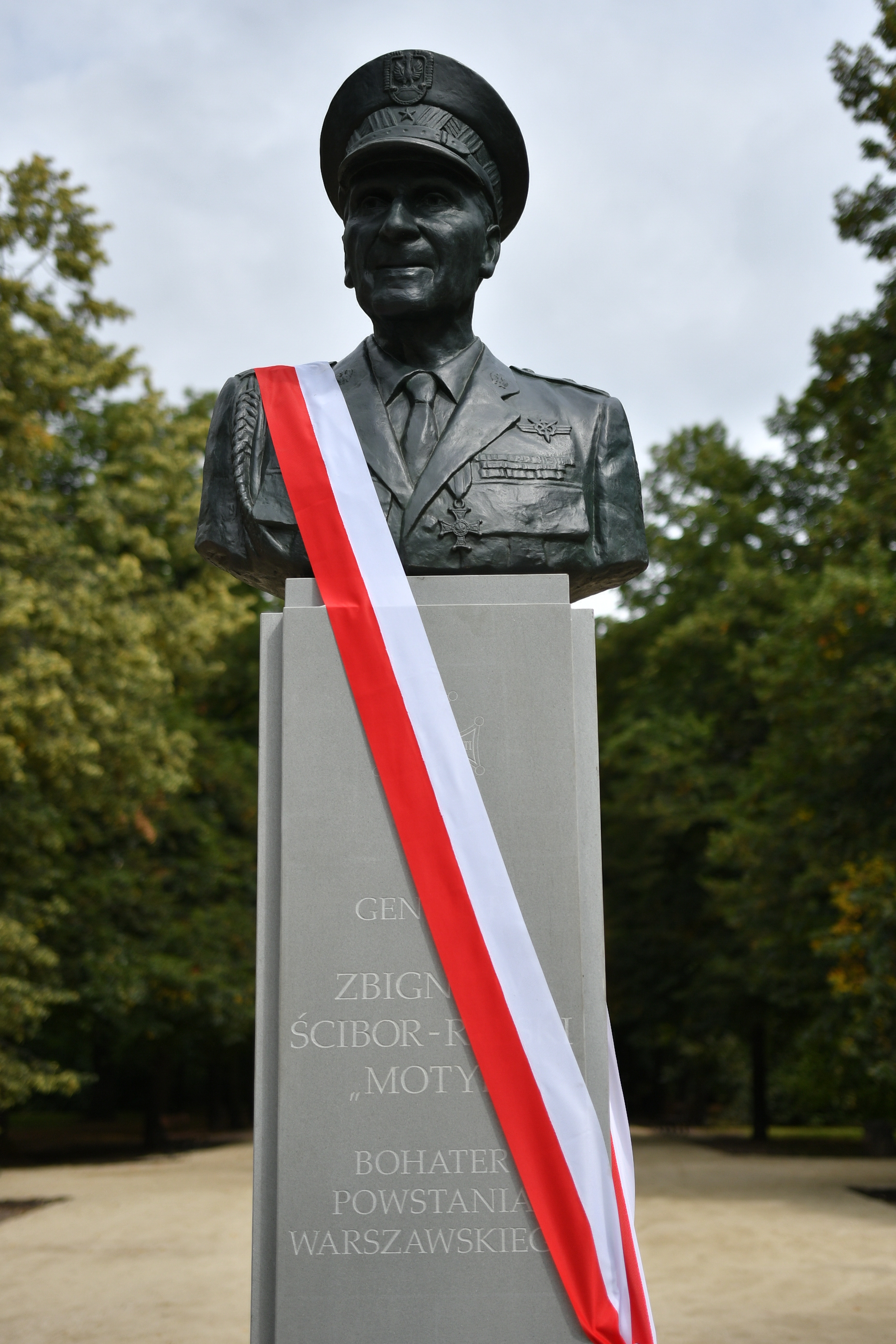
Pomnik Zbigniewa Ścibora–Rylskiego w Warszawie

- porucznik – 1943
- kapitan – 28 sierpnia 1944[35]
- major – 2 października 1944
- generał brygady – 7 maja 2005[36]

## Ordery, odznaczenia i wyróżnienia
- Odznaka za Rany i Kontuzje – trzykrotnie ranny
- Krzyż Srebrny Orderu Wojennego Virtuti Militari (dwukrotnie: 3 maja i 25 sierpnia 1944)[37][38][39]
- Krzyż Wielki Orderu Odrodzenia Polski – (postanowieniem prezydenta Lecha Kaczyńskiego z 28 sierpnia 2009 „za wybitne zasługi dla niepodległości Rzeczypospolitej Polskiej, za działalność na rzecz środowisk kombatanckich”)[40]. Order wręczono mu 2 września tego samego roku, podczas uroczystości z okazji 70. rocznicy wybuchu II wojny światowej[41]
- Krzyż Komandorski z Gwiazdą Orderu Odrodzenia Polski – 1999[42]
- Krzyż Komandorski Orderu Odrodzenia Polski
- Krzyż Oficerski Orderu Odrodzenia Polski
- Krzyż Walecznych (dwukrotnie w 1944)[38][43]
- Krzyż Partyzancki[38]
- Krzyż Armii Krajowej
- Warszawski Krzyż Powstańczy[38]
- Medal za Warszawę 1939–1945
- Brązowy Medal „Za Zasługi dla Obronności Kraju”
- Odznaka Mechanika Lotniczego[a]
- Medal „Pro Patria” – 2012[44]
- Medal „Pro Memoria”
- Medal „Za zasługi dla Fundacji Warszawa Walczy 1939–1945” – 2012[45]
- Medal Pamiątkowy „Pro Masovia” – 2012[45]
- Medal pamiątkowy z okazji 70. rocznicy Powstania Warszawskiego – 2014
- Medal Augusta Ferdynanda Wolffa – najwyższe odznaczenie Towarzystwa Lekarskiego Warszawskiego wręczone przez prezesa – prof. Jerzego Jurkiewicza
- Tytuł Honorowego Obywatela Miasta Warszawy[46]
- Medal Izraelskich Sił Obronnych – 2004[47]
- Medal 60-lecia zakończenia II Wojny Światowej (Izrael) – 2005[48]

## Upamiętnienie
- W październiku 2018 na ścianie budynku przy ul. Długiej 22, w którym obecnie ma siedzibę Związek Powstańców Warszawskich, odsłonięto tablicę upamiętniającą generała Zbigniewa Ścibora-Rylskiego[49].
- W fabularyzowanym dokumencie Radosław (2013) w reżyserii Małgorzaty Bramy w postać Zbigniewa Ścibora-Rylskiego wcielił się aktor Robert Wieczorek[50].
- W sierpniu 2019 w warszawskim parku Marszałka Edwarda Rydza-Śmigłego odsłonięto jego pomnik[51]. W uroczystości udział wzięli m.in. prezydent m.st. Warszawy Rafał Trzaskowski oraz wicemarszałek Sejmu Małgorzata Kidawa-Błońska. Był to pierwszy pomnik powstańca warszawskiego postawiony w stolicy[13].
- We wrześniu 2019 na budynku u zbiegu ulic Żytniej i Karolkowej odsłonięto kolejną poświęconą mu tablicę pamiątkową[52].
- W 2019 powstał fabularyzowany film dokumentalny o generale w reżyserii Małgorzaty Bramy[53].
- W 2019 Zbigniew Ścibor-Rylski został upamiętniony na jednym ze znaczków pocztowych wydanych przez Pocztę Polską[54].